# Національна пінакотека Болоньї
Національна пінакотека Болоньї (італ. Pinacoteca nazionale di Bologna) —  художній музей в місті Болонья.

## Приміщення
Національна пінакотека Болоньї розташована в  колишньому монастирі отців єзуїтів. Первісно 1726 року приміщення вибудував архітектор Альфонсо Торріджані. 1844 року галерея отримала колишню церкву св. Ігнатія Лойоли. На початку 20 століття тут вибудували нове крило за проектом архітектора Едварда Колламаріні. 1997 року церква і монастирські приміщення реставровані, а в них створені умови, відповідні сучасним вимогам до музейних закладів. Це надало можливість збільшити експозиційні площі, створити зали для тимчасових виставок і активізувати освітню діяльність музейного закладу.

## Історія створення

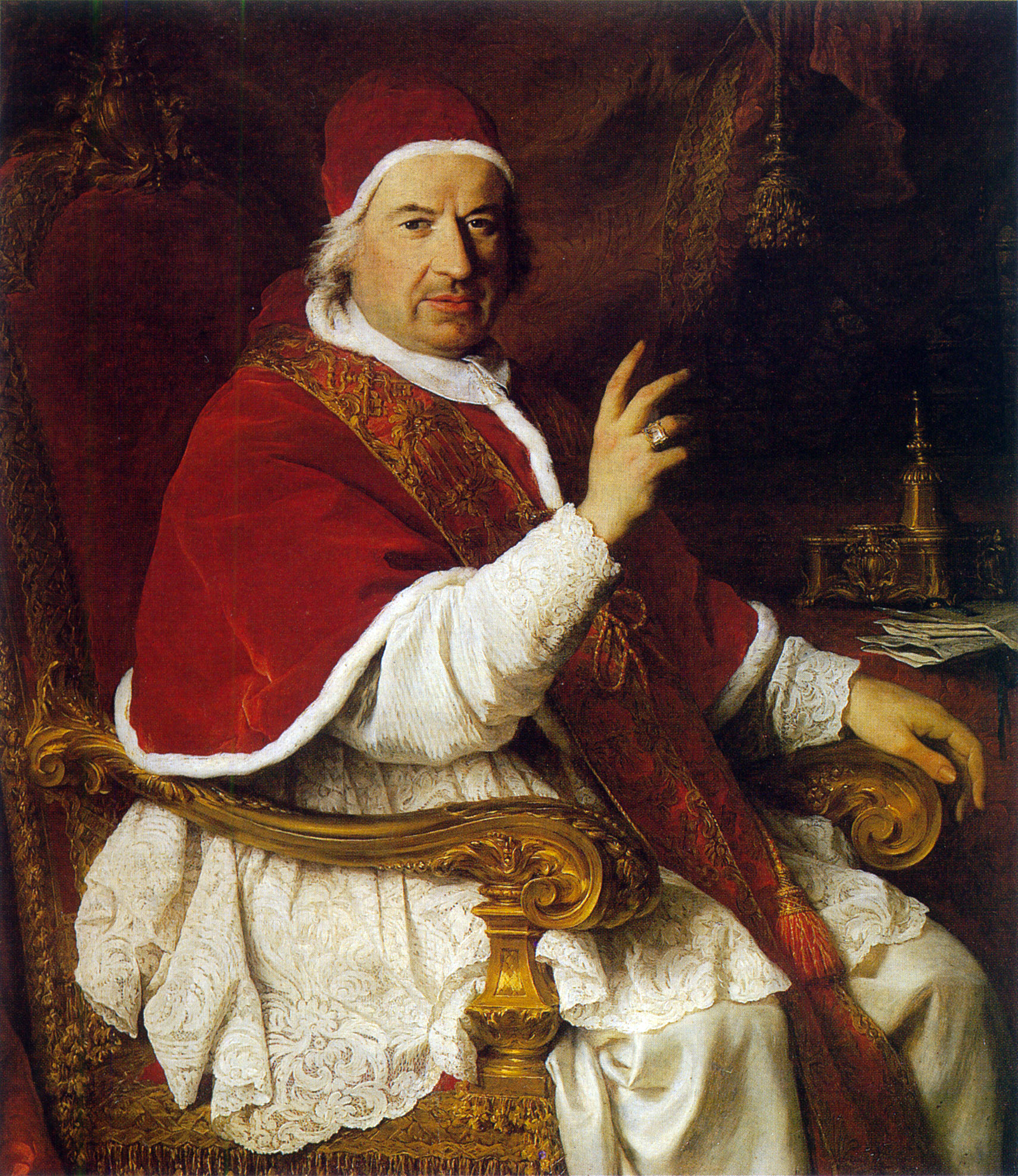
Худ. П'єр Сюблейра. Бенедикт XIV. Музей Конде.

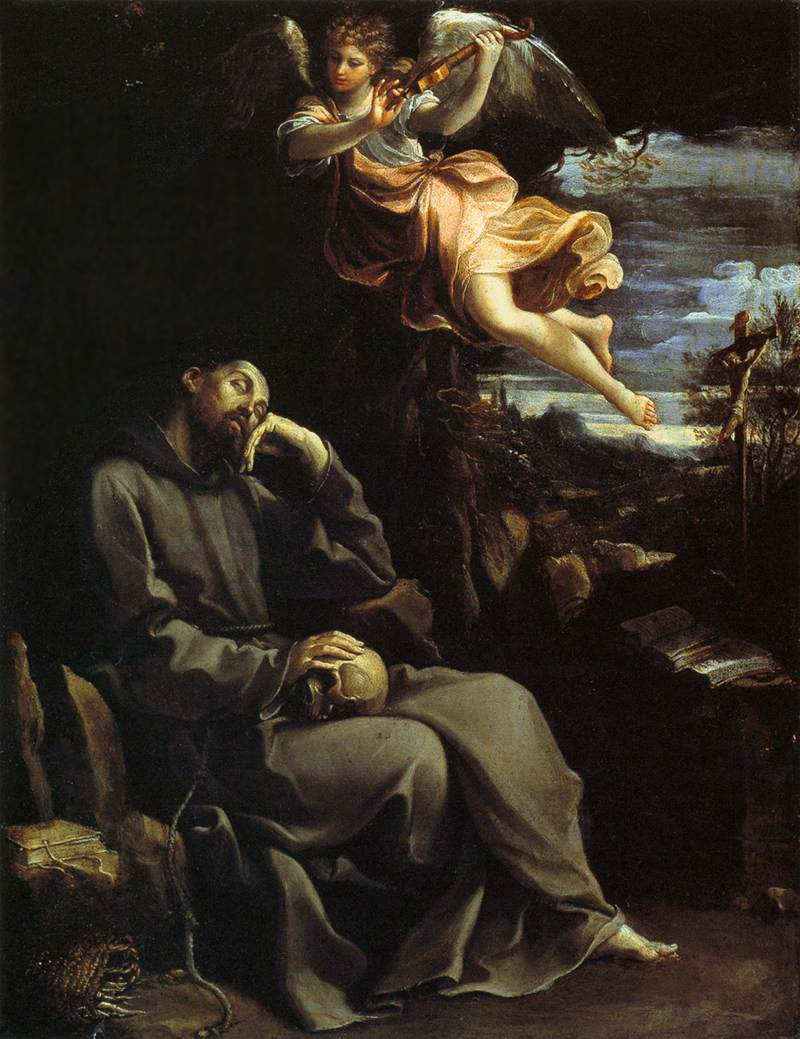
Гвідо Рені, «Св. Франциск Ассізький і музика сфер»

Болонья роками входила до складу папської держави, де правили папські посланці — легати. В 18 столітті легатом було призначено кардинала Просперо Лоренцо Ламбертіні, що пізніше стане папою римським Бенедиктом XIV.
Він і став фактичним засновником галереї, коли почав на початку 18 століття збирати вівтарні картини з різних церков. Серед перших галерейних експонатів 1762 р. — вівтарні картини з поруйнованої церкви Марії Магдалини 15 століття. 1776 року до збірок передали ще дванадцять  вівтарних полотен та візантійських ікон XIII століття грецьких майстрів і майстрів Італії, що працювали в стилістиці візантійців. Частку картин розмістили в болонській Академії Клементина, частку — в Комунальному палаці міста  в апартаментах гонфалоньєрів. 1796 року, після повалення папського режиму і запровадження республіканського правління в Болоньї, більшість вівтарних картин та творів мистецтва Болонським сенатом була конфіскована і передана до збірок галереї. Вона отримала тоді близько тисячі витворів мистецтва. 1802 року галерею і переводять в приміщення колишнього монастиря єзуїтів. 1826 року був створений перший реєстр (або каталог) збірки. З 1875 року пінакотека була відкрита для відвідувачів. Від 1882 року пінакотека набула статусу самостійного закладу.
Наприкінці 20 століття, після ремонтів і реставрації власних приміщень, увійшла до переліку відомих музейних закладів Італії в провінції.

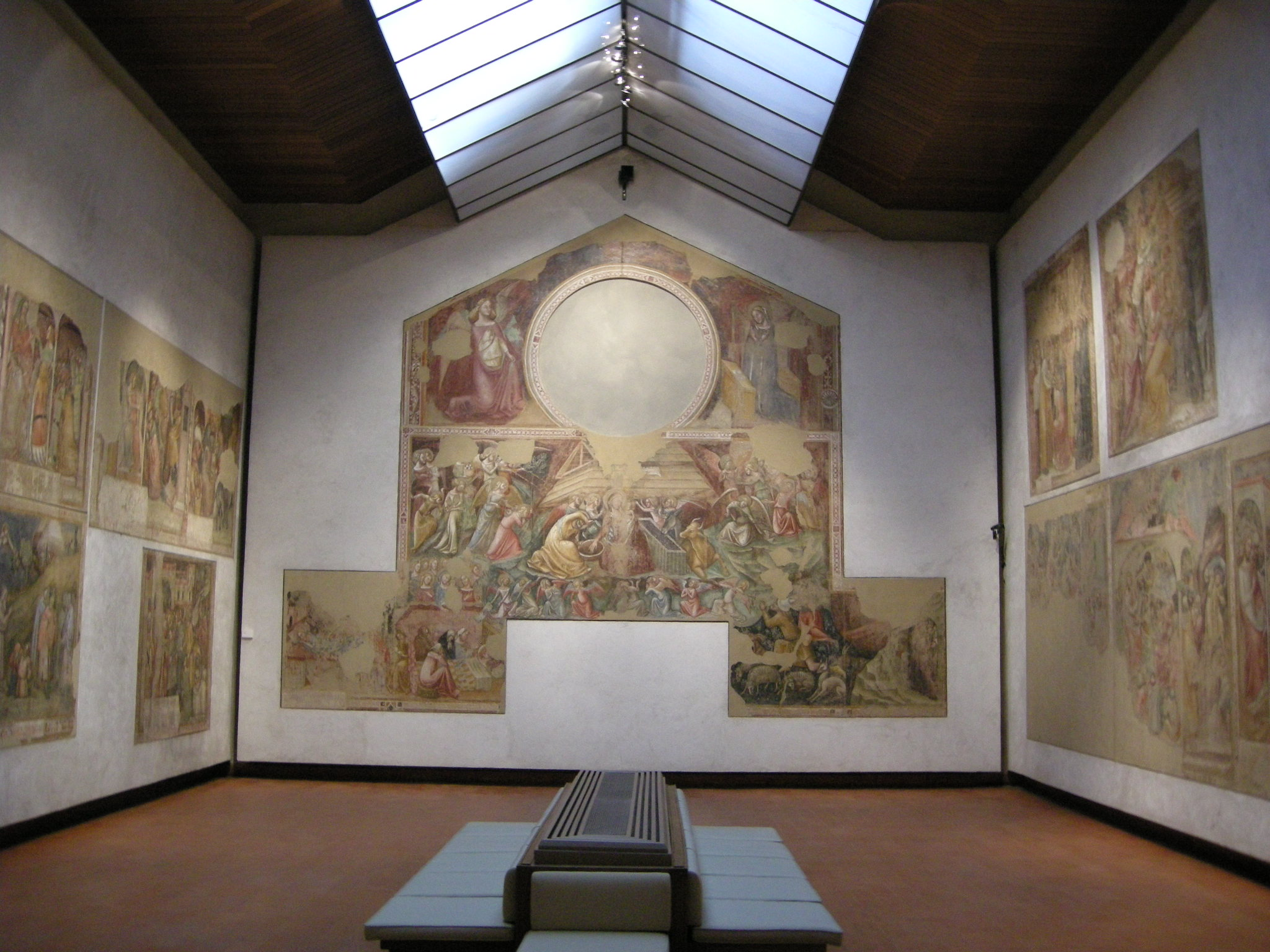
Зала з фресками церкви Мезетта.
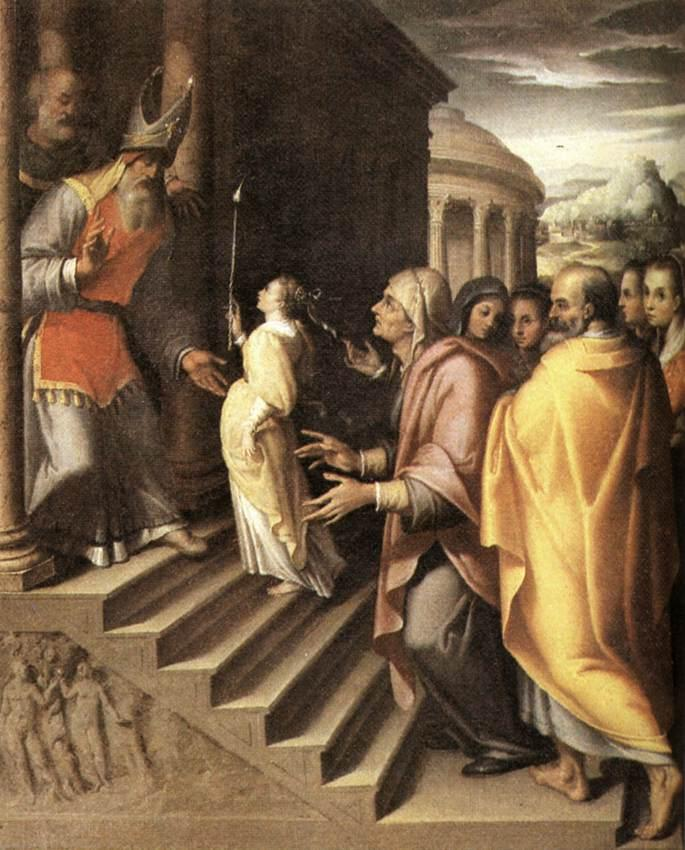
Денис Кальверт, «Введення Марії в храм»
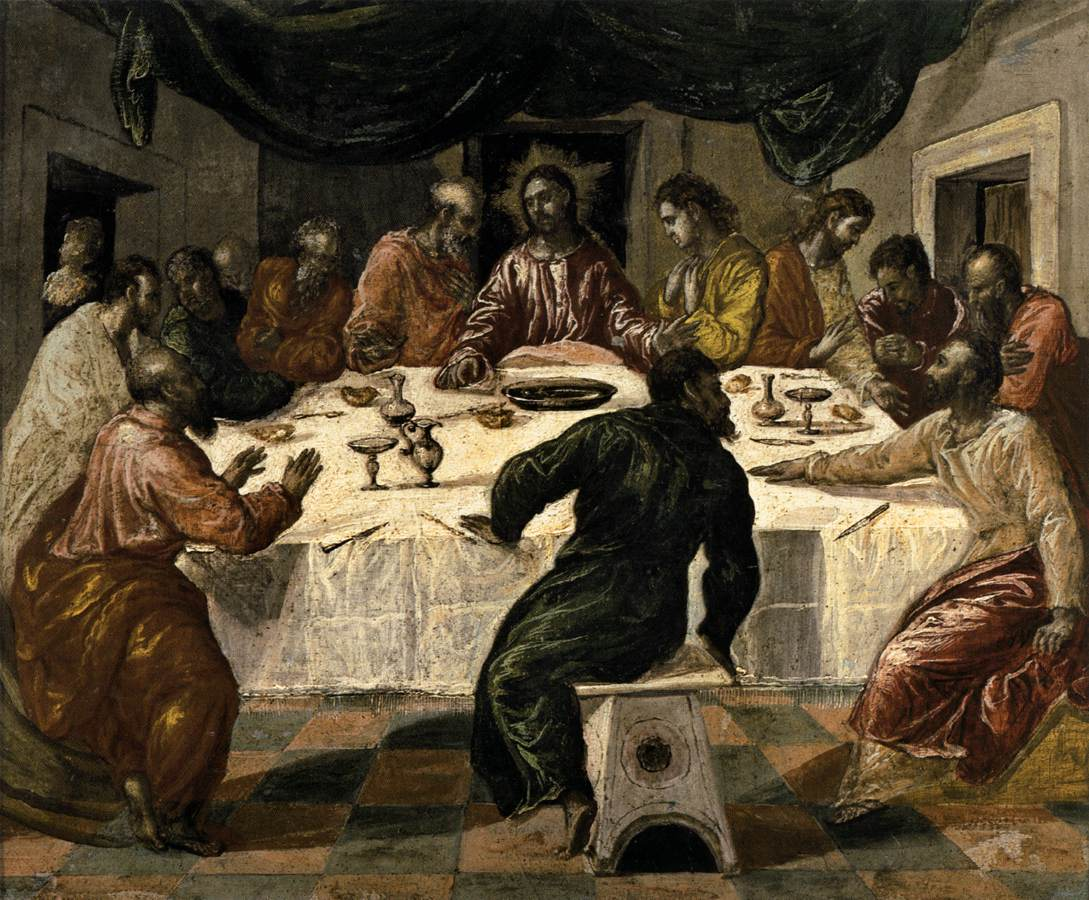
Ель Греко. Таємна вечеря
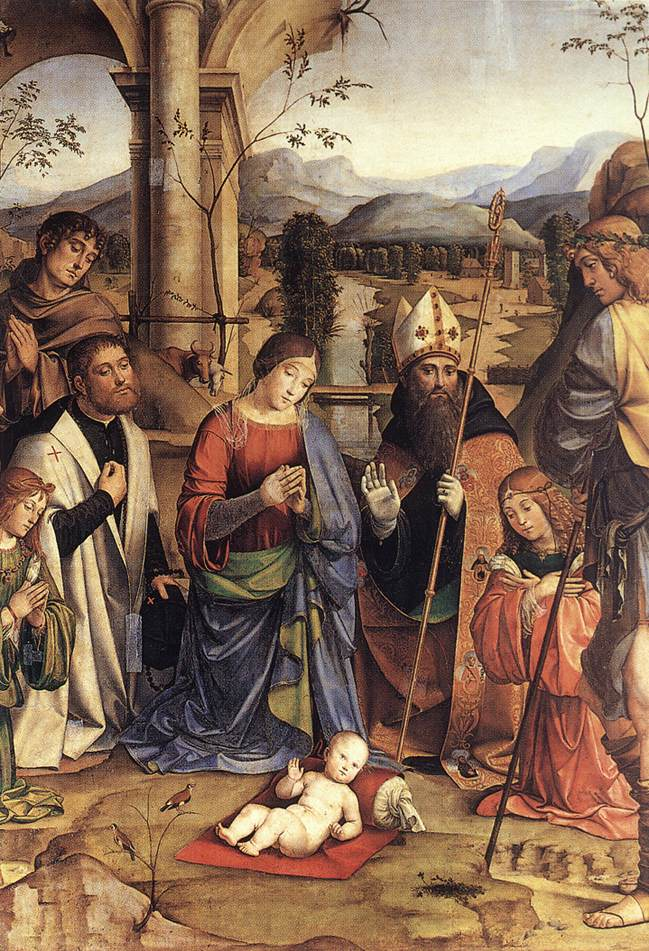
Франческо Франча. «Поклоніння немовляті Христу».
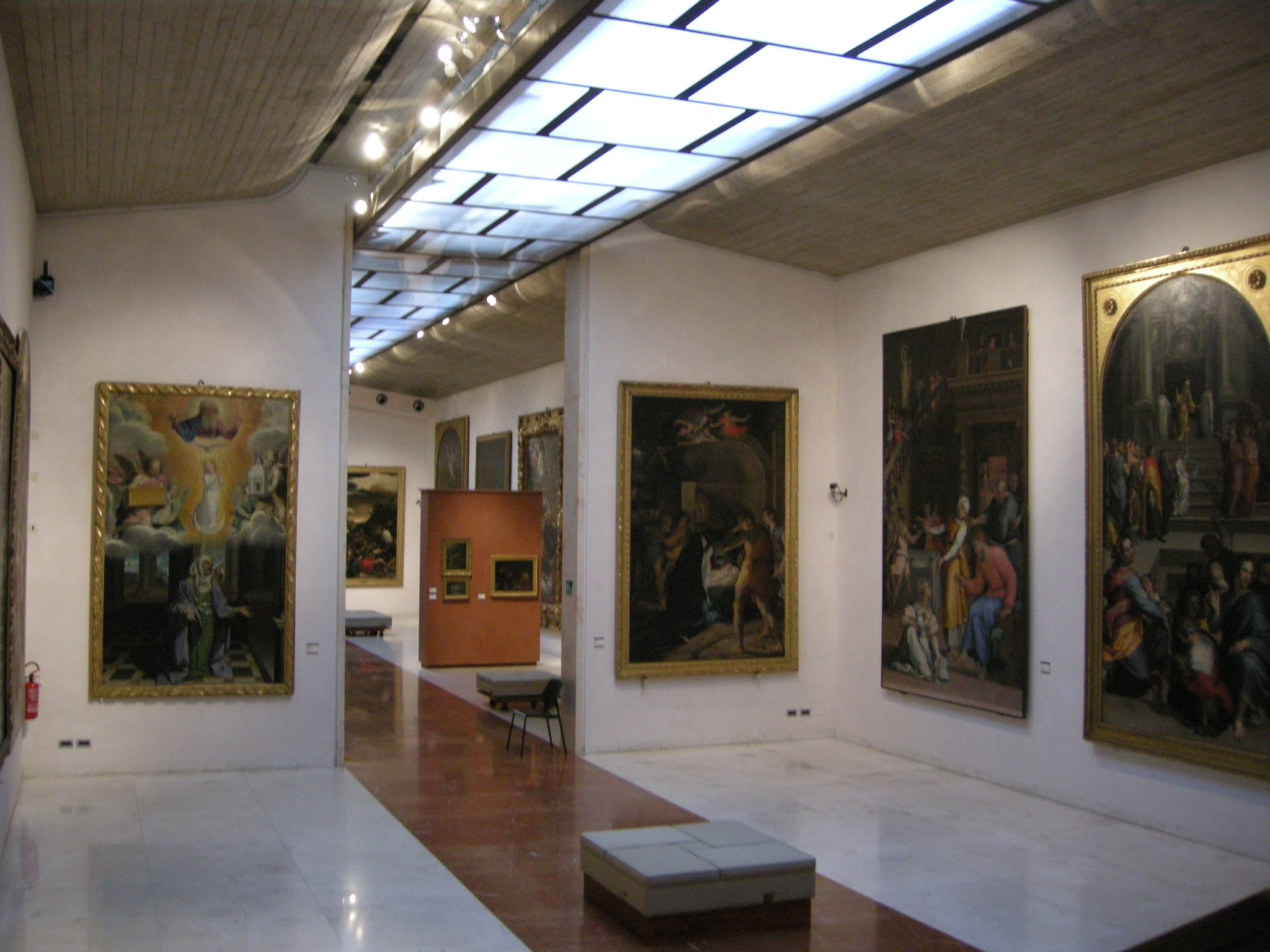

## Галерея

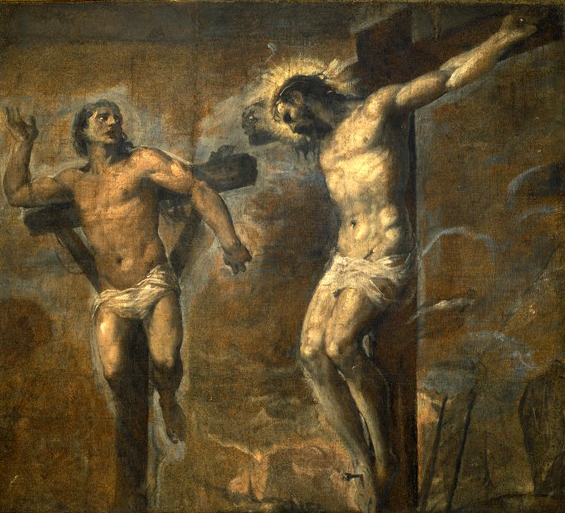
Тиціан, «Христос і злодій, що навернувся до християнства».

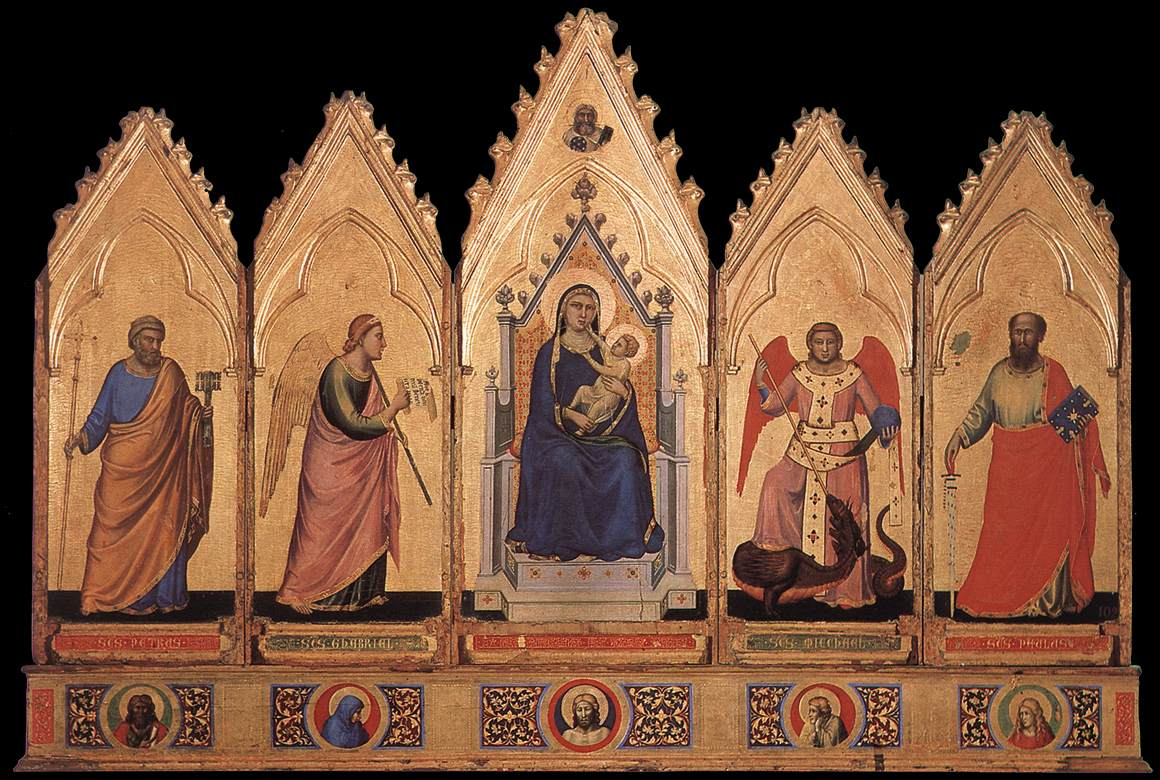
Джотто. Поліптих.
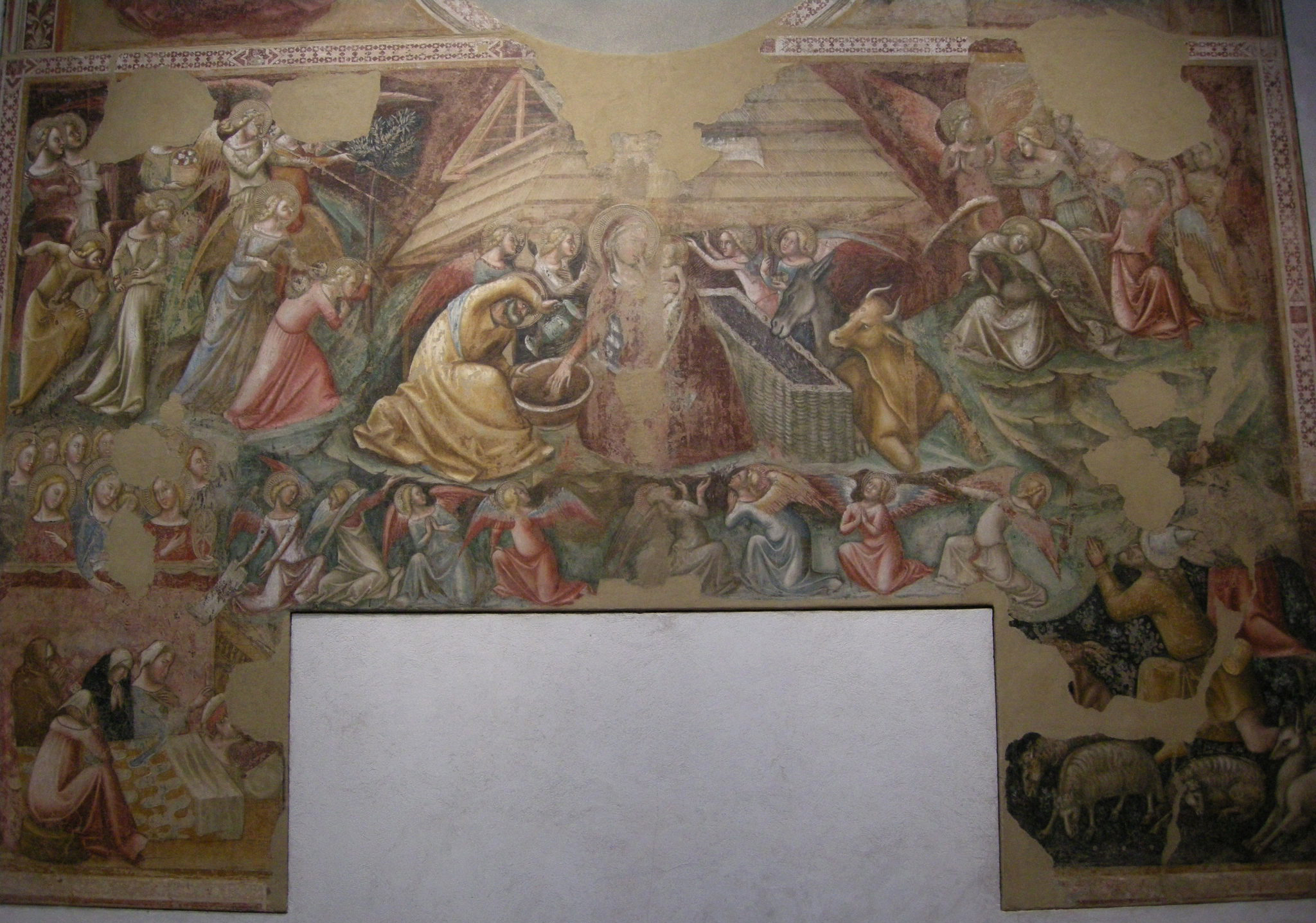
Фреска, врятована з церкви Мезетта.
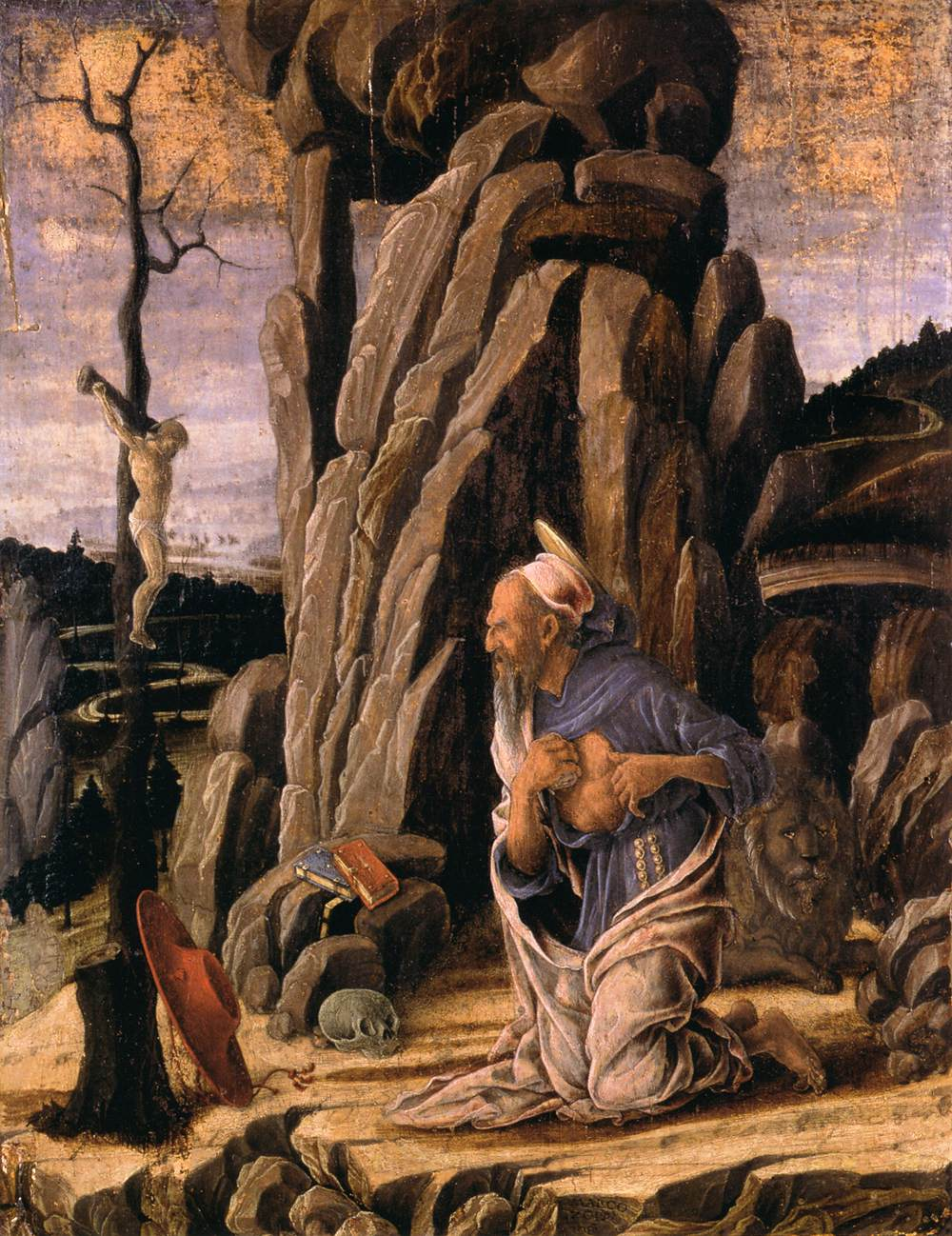
Марко Дзоппо, Св. Єронім в пустелі
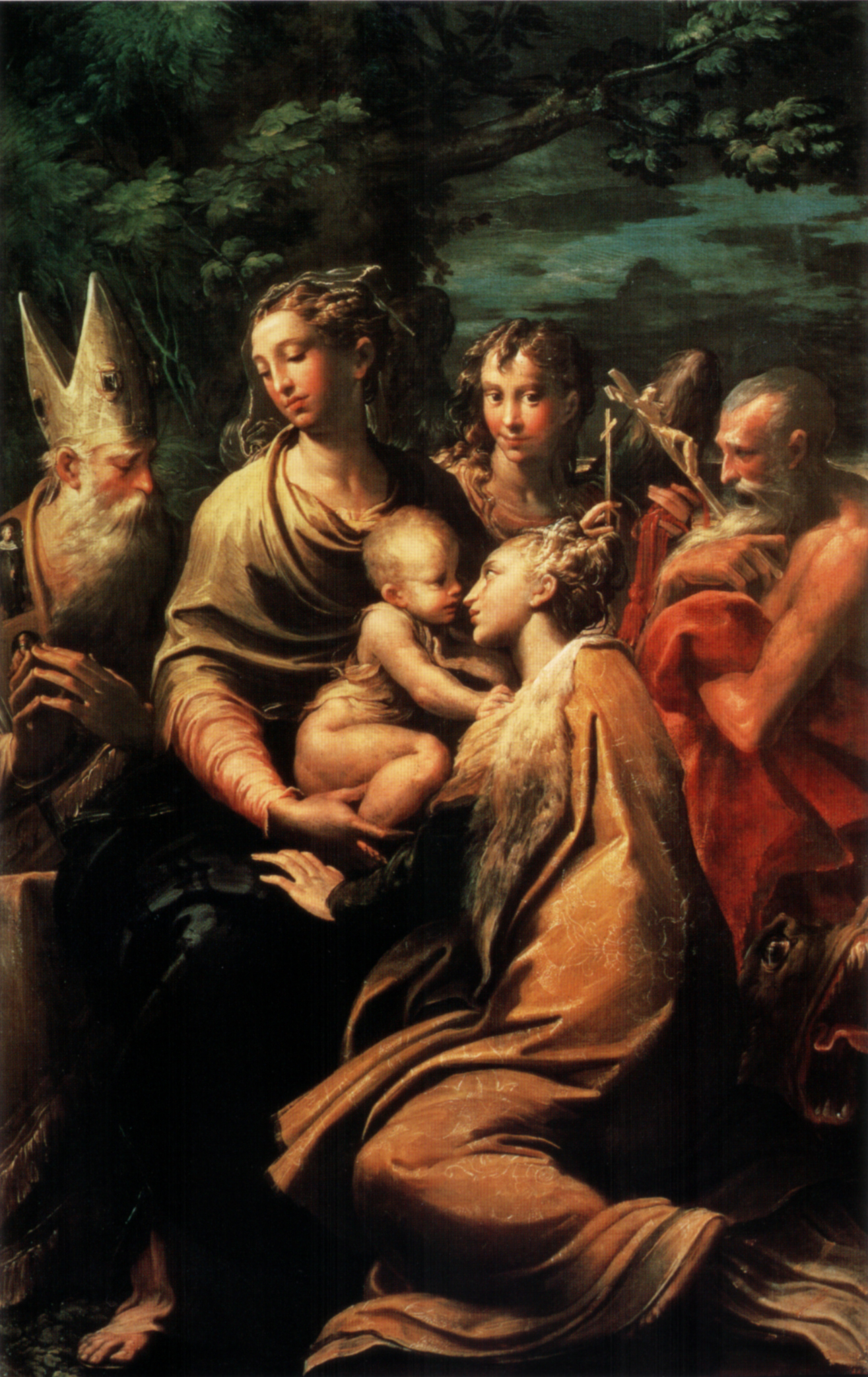
Парміджаніно, «Мадона зі Св. Маргаритою»
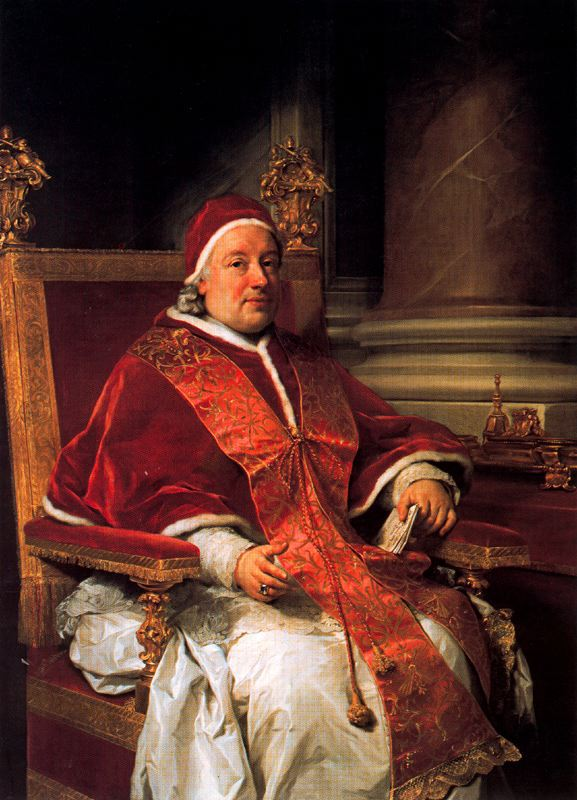
Антон Рафаель Менгс, папа римський Климент XIII
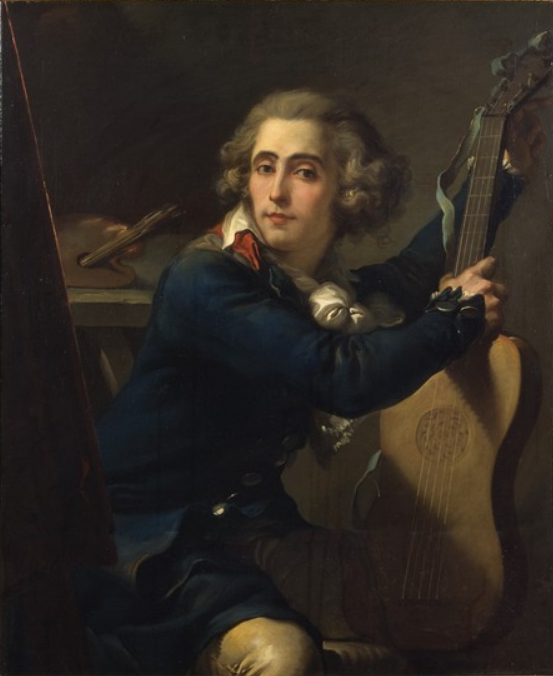
Мауро Гандольфі, автопортрет
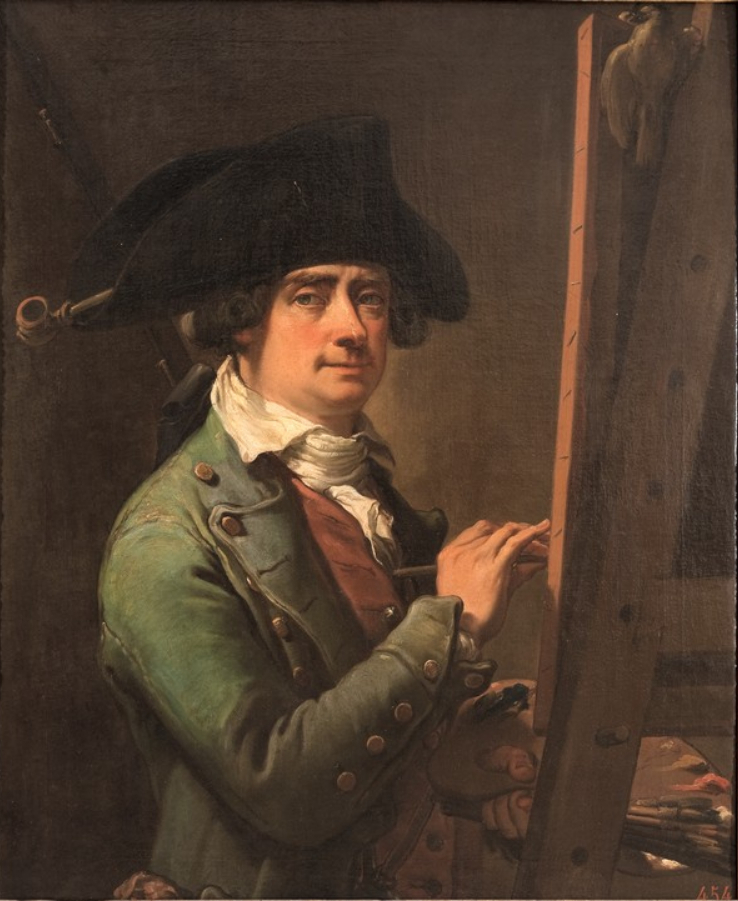
Гаетано Гандольфі. Автопортрет, 1780 р.
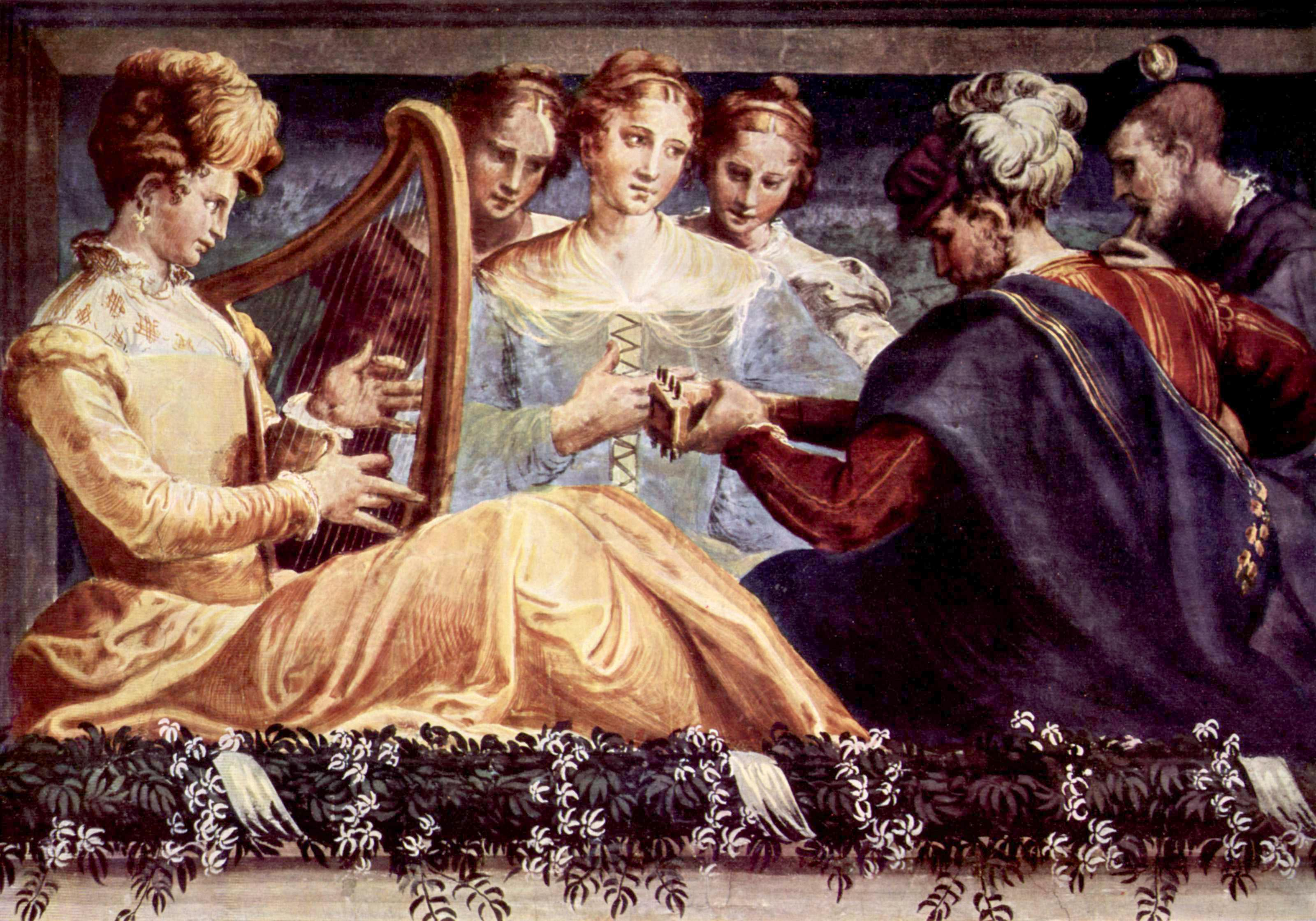
Нікколо дель Аббате, «Концерт»
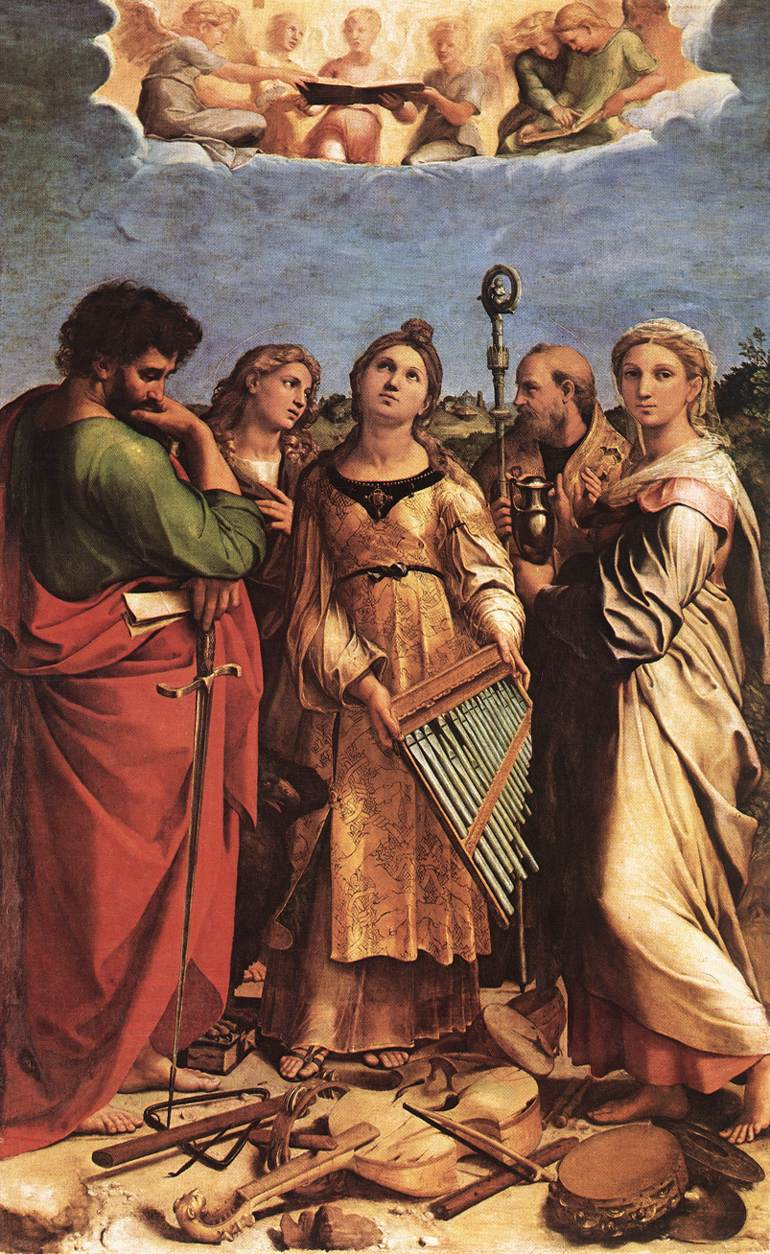
Рафаель Санті, «Св. Цецилія»
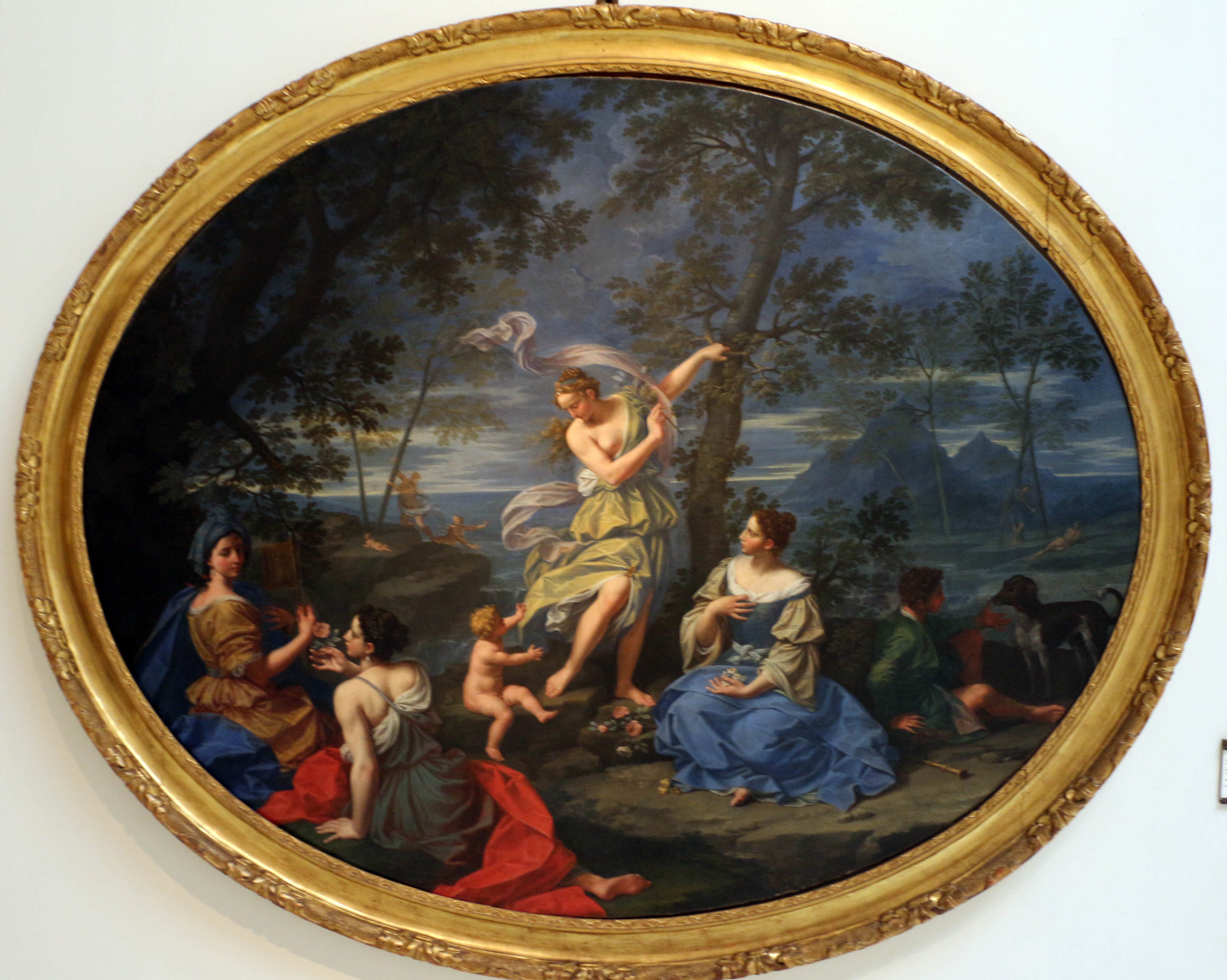
Донато Креті. «Пейзаж з жінками»
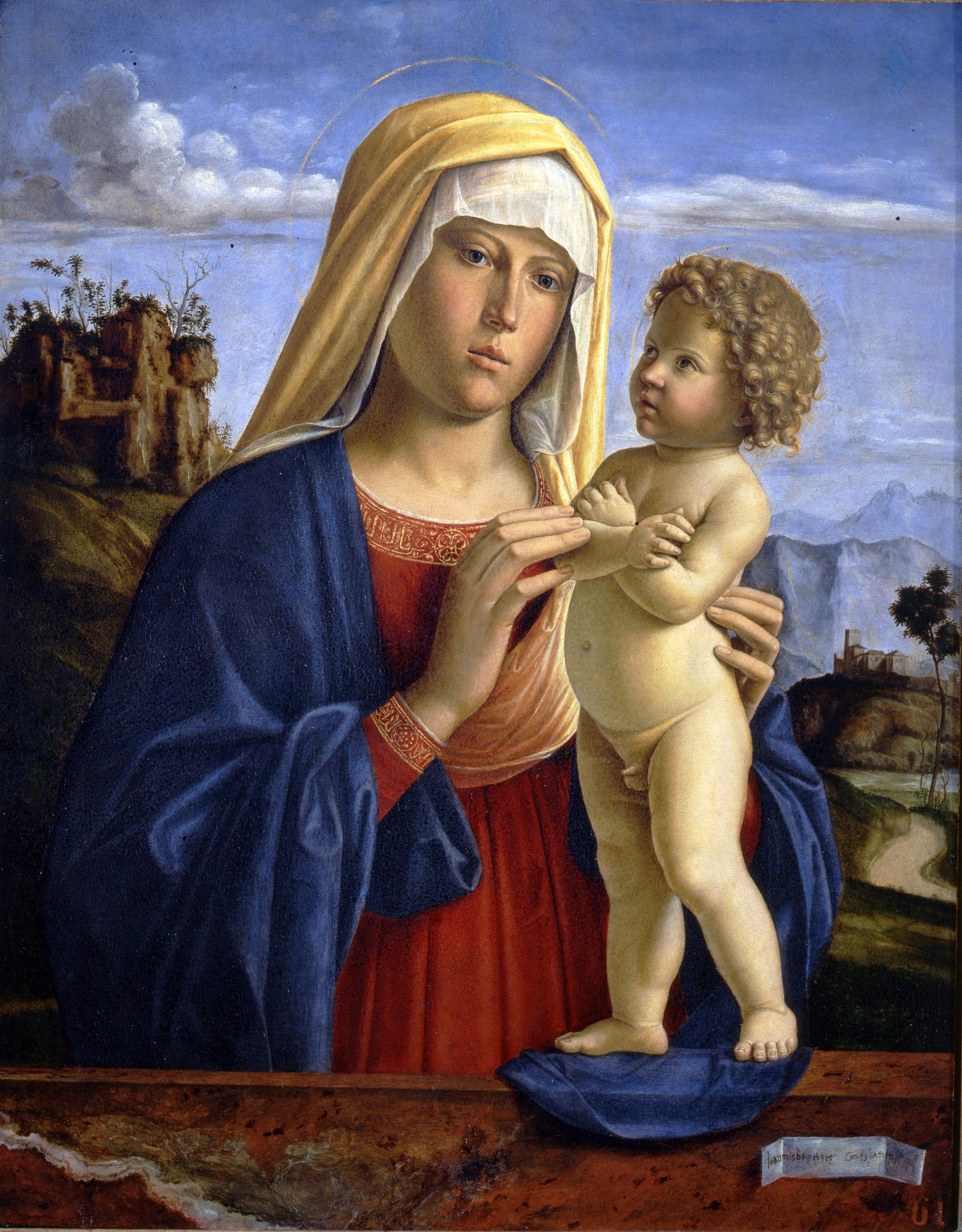
Чіма да Конельяно. «Мадонна з немовлям»